# サンディポイント・タウン
サンディポイント・タウン（Sandy Point Town）はセントクリストファー・ネイビス、セントアン・サンディポイント教区の町。サンディポイント（Sandy Point）とも。セントクリストファー島北西部の沿岸部に位置する。同教区最大の都市で、人口は1,333人（2015年）。
首都バセテールからは直線距離で約15キロメートル。北はフィグ・ツリー、南はセントトーマス・ミドルアイランド教区のニュー・ギニアと隣り合う。
セントクリストファー島へ初めて入植者を率いたイギリス人のトーマス・ワーナーは、1623年にサンディポイントへ上陸したといわれている。1620年代に町は建設され、セントクリストファー島の港町・商業中心地として栄えた。オランダが建設した300ともいわれる倉庫の遺構や、町の南にある丘にイギリスが建設したブリムストーン・ヒル要塞が当時の名残をとどめている。18世紀に入ると中心地は島の南にあるバセテールへと移ったことで徐々に重要性は低下し、1984年のハリケーン・クラウスによって港は完全に閉鎖された。1999年にブリムストーン・ヒル要塞が世界遺産に登録されると、町は玄関口として再び脚光を浴びている。

## 出身人物
- ジェイソン・ロジャーズ - 陸上選手